# 20 mm/70 Scotti Mod. 1939/1941
20 mm/70 Scotti Mod. 1939/1941 e корабно автоматично зенитно оръдие с калибър 20 mm, разработено и произвеждано в Италия от фирмата Scotti. Състои на въоръжение в Кралските ВМС на Италия. Поръчано е от флота поради недостатъчните доставки на стандартното флотско оръдие 20 mm/65 Breda Mod. 1935/1939/1940. По своите характеристики малко се отличава от оръдието на „Breda“, използва същите боеприпаси 20 × 138 mm B и еднакви с аналога установки. Известните модели са Scotti-Isotta Fraschini Mod. 1939 и Scotti-OM Mod. 1941. Поставяно е на много типове италиански военни кораби, явявайки се средство на близката ПВО на флота по време на Втората световна война, но е много по-слабо разпространено от оръдието на компанията „Breda“.